# Thermotoga
Thermotoga és un gènere de bacteris termòfils o hipertermòfils que tenen la cèl·lula embolicada per una «toga» membranosa exterior. Fou descrit pel microbiòleg Karl Stetter. Metabolitzen carbohidrats, i les seves espècie tenen un nivell variat de tolerància a la sal i l'oxigen.